# モザバプタン
モザバプタン（Mozavaptan）バソプレシン受容体阻害薬である。商品名フィズリン。1989年に大塚製薬が創薬した。2001年に希少疾病用医薬品に指定され、2006年7月に承認された。

## 効能・効果
異所性抗利尿ホルモン産生腫瘍による抗利尿ホルモン不適合分泌症候群（SIADH）における低ナトリウム血症の改善

## 警告
- 生殖細胞に染色体異常を誘発する可能性が報告されている
- 急激な血清ナトリウム濃度の上昇により、橋中心髄鞘崩壊症をきたすおそれがある

## 副作用
5%以上にAST（GOT）上昇、ALT（GPT）上昇、口渇、血清カリウム上昇が発現する。